# Finalmente domenica! (romanzo)
Finalmente domenica! (The Long Saturday Night) è un romanzo giallo dello scrittore Charles Williams, pubblicato la prima volta negli Stati Uniti nel 1962. È stato tradotto in più lingue tra cui l'italiano (in Italia è stato pubblicato anche con il titolo alternativo Morire d'amore). Da questo romanzo François Truffaut ha tratto il film omonimo con Fanny Ardant e Jean-Louis Trintignant, decidendo di ambientarne l'azione nel sud della Francia anziché a New Orleans.

## Personaggi
- John Duquesne Warren soprannominato Duke: agente immobiliare di Carthage
- Frances Kinnan: moglie di John Warren
- Dan Roberts: commerciante
- Barbara Ryan: fedele segretaria di John Warren
- Scalon: sceriffo
- Mulholland: vicesceriffo
- George Clement: avvocato e amico di John Warren
- Fleurelle: moglie di George Clement
- Doris Bentley: cassiera del cinema "Crown Theatre"
- Junior Delevan: ladruncolo
- Denman: investigatore privato
- Randal: assassino

## Trama
Tutto inizia il 5 gennaio. Frances, la moglie di John Warren è in vacanza a New Orleans, senza il marito, da oltre nove giorni. Chiama al telefono Warren e gli comunica che domenica, fra due giorni, rientrerà a Carthage. John è follemente innamorato di France, e fra sé dice: "Finalmente rientra". Frances è una donna bellissima e suo marito è un uomo molto ricco. Nel frattempo viene ritrovato il cadavere di Dan Roberts, ucciso da una fucilata in pieno volto. Forse è stato un incidente, forse un suicidio, ma alcuni indizi fanno credere alla polizia che sia stato assassinato.
Per questo omicidio, lo sceriffo e il suo vice, interrogano John Warren. John è colui che ha visto per ultimo l'auto di Dan, nei pressi della palude di Crossman, dove entrambi vanno a caccia di anatre. È li che è stato ritrovato il cadavere di Dan Roberts.
Dopo esser rientrato a casa, John riceve una telefonata anonima da una donna che gli racconta che la sua amatissima moglie lo tradisce e che Dan Roberts non era l'unico con il quale se la intendeva, e ne ha le prove. Questa donna, ha una voce familiare per John, e lo accusa apertamente di aver ucciso Dan per gelosia. Poco dopo aver riattaccato il ricevitore, John fa una serie di telefonate e scopre che sua moglie, la sua amatissima moglie, gli ha raccontato un sacco di frottole.
Nel frattempo Frances, torna a casa in anticipo, e John, irritato, l'accusa di averlo tradito. Scoppia una lite furibonda. Lui è talmente tanto infuriato che la insegue per tutta la casa. Lei si rifugia nel bagno. Nel frattempo il vicesceriffo suona il campanello. È venuto a prendere John per portarlo nell'ufficio dello sceriffo Scalon. Lo sceriffo lo vuole reinterrogare, visto che sospetta di John per l'omicidio di Dan Roberts. Dopo l'interrogatorio viene riaccompagnato a casa dal suo amico e avvocato George. George racconta a Jonh, che Dan era un donnaiolo incallito e che forse, ad ucciderlo, potrebbe essere stato un marito geloso.
Dopo esser rientrato a casa spera e crede che Frances se ne sia andata, ma invece la trova ancora in casa, ma è distesa in mare di sangue, assassinata da qualcuno, dopo che lui era andato via con il vicesceriffo Mulholland. Nonostante sia innocente è preso dalla paura e dal panico e fugge. Mentre guida gli torna la lucidità e architetta un piano per poter scoprire chi ha ucciso Frances e Dan ed anche chi ha cercato di incastrarlo per questi due efferati omicidi. Si è accorto che sua moglie, negli ultimi tempi, aveva iniziato a spendere molti soldi. Riesce anche a scoprire che Dan viveva molto al di sopra delle proprie possibilità.
Incarica una prima agenzia investigative per scoprire dove passava il suo tempo Frances quando era a New Orleans, una seconda per conoscere tutto del passato di Frances, e una terza per poter sapere tutto sul passato di Dan. Grazie ai primi investigatori viene a sapere che la sua ex moglie spendeva molti soldi scommettendo sulle corse dei cavalli. Viene anche a sapere che nei giorni che la signora Frances era a New Orleans un certo Denman la stava pedinando.
Intanto le agenzie investigative effettuano il loro rapporto su quello che hanno scoperto. Il rapporto su Dan afferma che, in passato era un detective della polizia, radiato dal corpo per estorsione. Il rapporto su Frances afferma che lei non è mai esistita, non esiste nessuna donna con quel nome, e che, tutte le informazioni che John possiede su di lei sono tutte errate. John Warren inizia a sospettare che Dan potesse ricattare Frances, per qualche cosa che lui non sapeva, ma ci sono alcuni indizi che non avvalorano questa ipotesi.
Grazie alla collaborazione della sua segretaria Barbara, riesce a scoprire che la telefonata anonima che aveva ricevuto, l'ha fatta Doris Bentley. John e Barbara iniziano a credere, anche grazie alla confessione estorta a Doris, che Dan ricattasse una terza persona per l'omicidio, compiuto molti anni prima, di Junior Delevan. Poi, questa terza persona, vistosi alle strette abbia deciso di eliminare Dan Roberts, e in un secondo momento abbia approfittato, alla prima buona occasione, di eliminare anche Frances, sua complice nell'omicidio avvenuto molti anni prima.
John Warren, grazie alla collaborazione della sua segretaria e a quella involontaria dello sceriffo Scalon riesce a sapere che è stato un certo signor Randal ad aver incaricato l'investigatore privato Denman di seguire la signora Frances Warren. La polizia bracca John, hanno scoperto che è in città. John si è rifugiato, provvisoriamente, nella casa di Dan Roberts. Mentre effettua una perquisizione, nella speranza di trovare qualche prova che lo scagioni da questi due efferati omicidi, rinviene una lettera da dove si intuisce che Dan aveva fatto delle indagini su Frances.
John Warren viene arrestato e condotto in prigione. Insieme allo sceriffo, alla segretaria e a Denman preparano una trappola contro il vero assassino. Il vero assassino casca nella trappola appena preparata e, nonostante non confessi, lo sceriffo riesce a trovare le prove dei suoi efferati delitti.

## Citazioni
- Nel capitolo 7 c'è una citazione dal film Bravados e all'attore Gregory Peck.
- Nel capitolo 10 c'è una citazione dal criminale statunitense John Dillinger.

## Edizioni in italiano
- Charles Williams, Morire d'amore: suspense, Longanesi, Milano 1962
- Charles Williams, Finalmente domenica, traduzione di Gianni Montanari, A. Mondadori, Milano 1983
- Charles Williams, Finalmente domenica!, traduzione di Goran Ternich, Hobby & Work, Bresso 2006